# Brandýs nad Orlicí (hrad)
Brandýs nad Orlicí je zřícenina hradu ležící na východním okraji stejnojmenného města na ostrohu mezi řekou Tichou Orlicí a Dolenským potokem.

## Historie

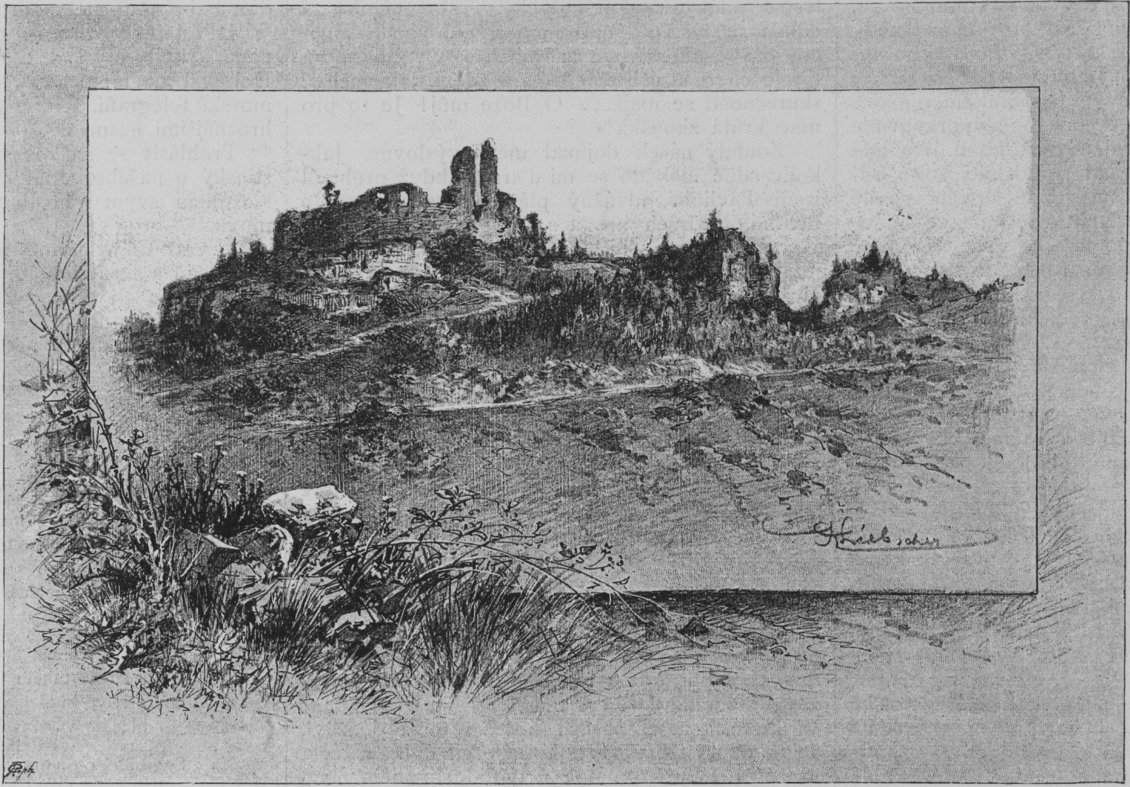
Zříceniny brandýského hradu od jihu na reprodukci obrazu Karla Liebschera (1886)

Počátky hradu bývaly spojovány s Jindřichem z Prostiboře, původně leníkem olomouckého biskupa Brunona ze Schauenburku a později činným ve službách českého krále Václava II., od nějž patrně dostal pověření k provedení kolonizace na břehu Tiché Orlice. Dříve přijímaná hypotéza, podle níž se založením hradu souvisí první doložené užití přídomku z Brandisa u výše zmíněného Jindřicha v roce 1289, byla moderními badateli odmítnuta. Prvním dokladem, který se nepochybně vztahuje k Brandýsu nad Orlicí, je teprve zpráva o Sezemovi de Brandis, který byl ručitelem za dluhy Vítka ze Švábenic, usazeného na nepříliš vzdálených Českých Heřmanicích. Na počátku 14. století vlastnil zboží Oldřich de Brandeiz, kterého připomíná v roce 1308 Zbraslavská kronika jako škůdce lanšperského klášterního panství. Ve druhé polovině 14. století hrad držel rod pánů z Boskovic, z nichž jsou jmenováni Tas z Boskovic a jeho syn Jan Všembera z Boskovic sezením na Brandýse. V majetku Boskoviců se hrad udržel nejméně do roku 1423 a někdy poté přešel krátce do držení Smila ze Šternberka, který se zde připomíná mezi lety 1429‒1431.
Nejpozději v roce 1457 se stali jeho držiteli Kostkové z Postupic. Teprve z roku 1483 je dochována první výslovná zmínka o hradě. V roce 1506 koupil hrad a celé panství Vilém z Pernštejna. Jeho začleněním do rozsáhlého pernštejnského východočeského dominia pozbyl hrad rezidenční funkci, byl záměrně pobořen a pustl. V roce 1544 prodal Jan IV. z Pernštejna zmenšené brandýské panství Bohuši Kostkovi z Postupic, brzy poté v roce 1547 potrestanému za účast na stavovském odboji konfiskací veškerého majetku. Z rozhodnutí krále Ferdinanda I. mu však bylo ponecháno brandýské panství jako manství, ale nesměl je opustit. Bohuše si z tohoto důvodu hrad upravil k obývání, ale brzy po roce 1553 začal s výstavbou nového zámku ve městě a na hradě již dále nesídlil. Do jeho doby se zřejmě datují nejmladší stavební úpravy hradního areálu. Po Bohušově smrti, pravděpodobně v roce 1557, hrad připadl Ferdinandovi I., ale ten jej vzápětí v roce 1558 prodal Libuši z Lomnice, vdově po Bohušovi. Již následujícího roku 1559 se stal na základě Libušina posledního pořízení majetkem Jana st. ze Žerotína a v držení tohoto rodu zůstal až do roku 1636. Od poloviny 16. století nebyl hrad využíván k obývání a v roce 1632 se již uvádí jako pustý.

## Stavební vývoj

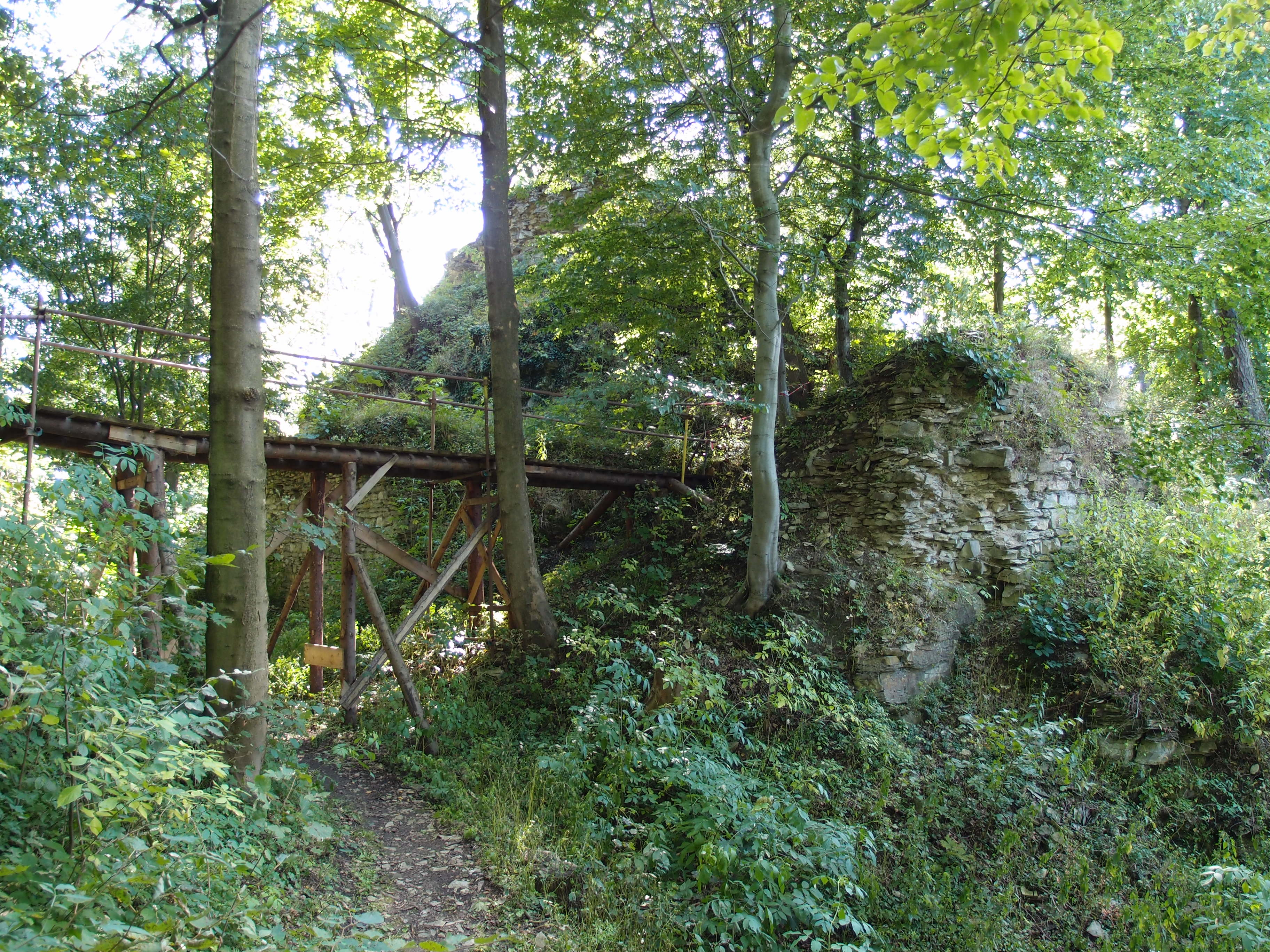
Pohled na druhé předhradí od severovýchodu

Areál hradu se rozprostírá na táhlém zalesněném ostrohu a je rozdělen umělými příkopy na tři části. V prvním předhradí se dochovaly stopy obvodové fortifikace a pozůstatky obdélné budovy. Na čele druhého předhradí byla mohutná štítová zeď se zaoblenými okraji, vybudovaná zřejmě v době po husitských válkách. Její funkcí byla pasivní obrana jádra hradu proti účinkům dělostřelectva obléhatele. Za zdí jsou patrné pozůstatky napříč postavené obdélné budovy. Severní strana druhého předhradí a jádra hradu byla chráněna fortifikací, kterou nejspíše tvořil příkop a val. Ve východní části obdélného jádra hradu, které vzniklo během nejstarší fáze výstavby, se dochoval homolovitý útvar, snad pozůstatek bergfritu. Umístění budovy hlavního paláce, rozsahem nepříliš velkého, dosvědčují již jen propadliny. Dodnes dochované valeně zaklenuté prostory v jihozápadní a západní části hradu jsou zčásti zřejmě svědectvím mladších stavebních aktivit, pro něž byl využit prostor původního parkánu. Obepínají hradní palác i jižní stranu jádra. V jihovýchodní části jádra vystupuje z jeho obrysu čtverhranný objekt, který bývá považován za výsledek pozdních stavebních aktivit z doby po polovině 16. století. Relikt obvodové zdi této stavby, konzervovaný v rámci záchranných prací v roce 2013, je patrný z klopotského údolí zejména v období vegetačního klidu. Ještě větší nejistota panuje ohledně lokalizace původní přístupové cesty, která se podle některých nacházela snad v severní části hradního areálu, podle jiných vedla po jižním úbočí hradního návrší, nebo od západu přes šíjové příkopy.

## Současnost

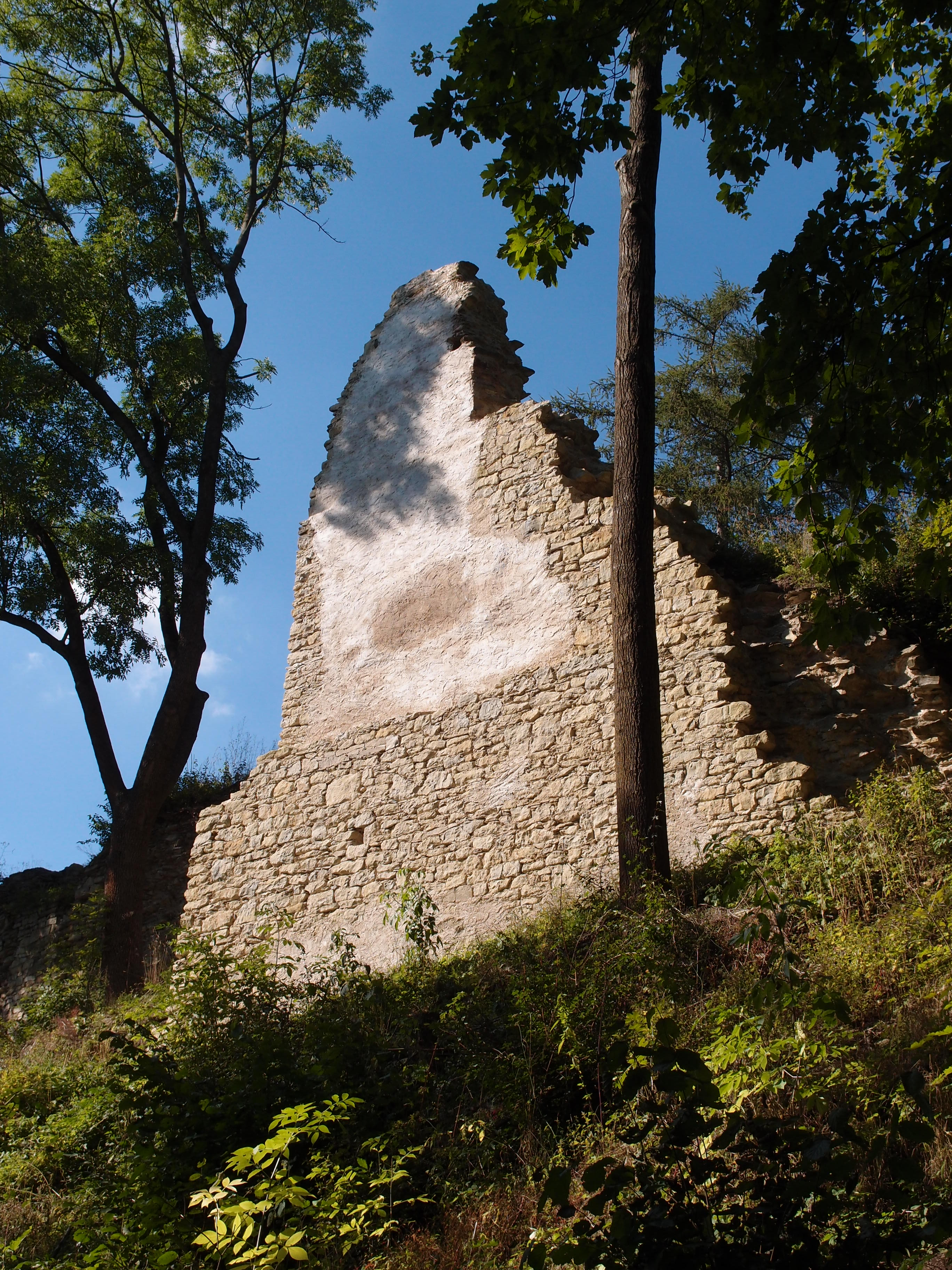
Pozůstatek objektu, vystupujícího z jihovýchodní části jádra hradu, konzervovaný v roce 2013

Stav hradního areálu, zvláště jeho jádra, je od poslední čtvrtiny 19. století dokumentován množstvím dobového obrazového materiálu. Ten je zároveň svědectvím o postupující rozsáhlé destrukci torzovitě dochovaných staveb. První podněty, které měly později vyvolat snahy o zachování hradního areálu, spadají do závěru 19. století, kdy se stal Brandýs nad Orlicí oblíbeným letním sídlem i výletním místem. V roce 1884 zde byl založen Okrašlovací spolek, který v areálu hradu umístil lavičky a zajistil přístupovou cestu na hrad i jeho jádro zábradlím. Nad sklepními prostorami vznikla improvizovaná vyhlídka. Tyto aktivity se však omezily na zpřístupnění hradu pro výletníky. Samotný požadavek záchrany areálu byl vznesen teprve při zasedání spolku v roce 1911. Obec se k němu vyjádřila kladně, ale s prováděním konkrétních kroků váhala. Situaci neprospěl odmítavý postoj majitele pozemku Oskara Parishe ve 20. letech. Spolek se tak nadále soustředil jen na estetickou úpravu areálu a přístupových cest. Nový podnět přineslo zřízení místního odboru Klubu českých turistů v roce 1944, které si záchranu hradu stanovilo jako svůj cíl a ještě v témže roce přistoupilo ke konkrétním úkonům. Zajistilo pronájem areálu na dobu padesáti let a místní firmě Jiřička zadalo zahájení konzervačních prací. Jejich výsledkem bylo zajištění zdiva v jižní části hradního jádra. K zabezpečení propadlé klenby v západní části jádra a sklepních prostor, plánovanému na rok 1945, však již nedošlo. Organizaci dalších prací zhatil únorový převrat 1948 a následné nucené omezení spolkové činnosti. Situaci hradu příliš neovlivnilo ani prohlášení hradní zříceniny v 50. letech kulturní památkou. Jednoznačně pozitivně lze chápat fakt, že na začátku 60. let nedošlo k vybudování zamýšlené železobetonové vyhlídkové terasy, která by nenávratně poškodila značnou část jádra hradu. V roce 1964 zde byla vystavěna dřevěná rozhledna, po několika letech z bezpečnostních důvodů stržená. V následujících čtyřech desetiletích zůstával neutěšený stav památky nezměněn.
Jen velmi pozvolna ožívaly snahy o záchranu hradu v době následující po listopadových událostech 1989. Změnit celkový stav věcí a zachovat hrad budoucím generacím si předsevzalo Sdružení pro záchranu hradu Brandýs nad Orlicí založené na konci roku 2004 a zaregistrované 15. ledna 2005 jako občanské sdružení u Ministerstva vnitra. Klade si za cíl záchranu a propagaci této památky. Hrad prochází rekonstrukčními a sanačními pracemi za účelem zvýšení bezpečnosti i v zájmu zachování kulturního dědictví. Zřícenina má zpracovanou koncepci záchrany, podle které se realizují jednotlivé etapy. Sdružení disponuje geodetickým i fotogrammetrickým zaměřením památky. V souvislosti s archeologickou preventivní detektorovou prospekcí, která byla v objektu hradu a jeho blízkém okolí realizována v letech 2009‒2011, bylo nalezeno nepříliš rozsáhlé množství kovových předmětů z doby středověku (hroty šípů, části jezdecké výstroje, řemeslnických a zemědělských nástrojů a další předměty), které svým významem nepřesahují rámec běžných nálezů u staveb tohoto typu.